# カーミシュリー
座標: 北緯37度03分 東経41度13分 / 北緯37.050度 東経41.217度

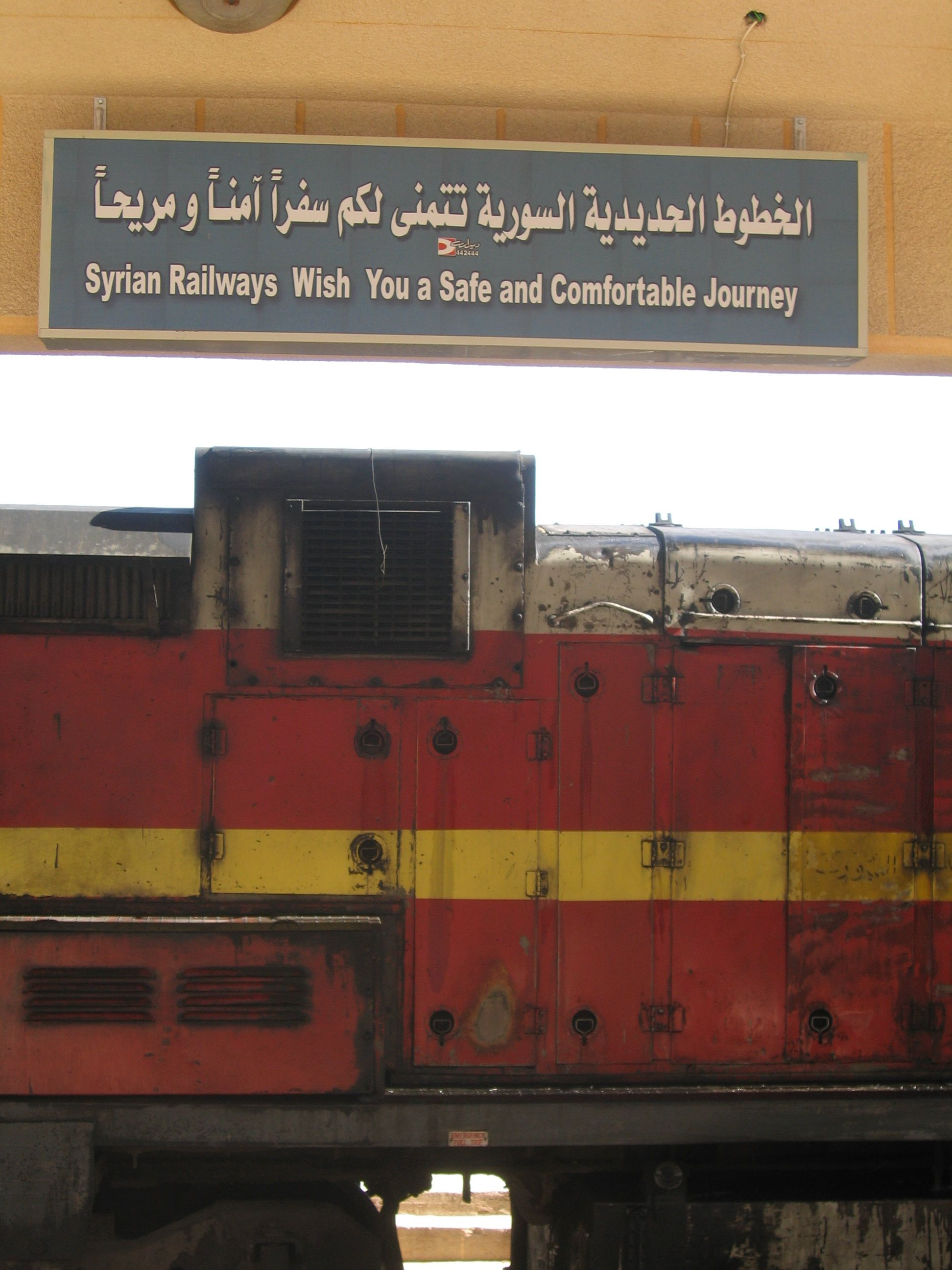
シリア鉄道のカーミシュリー駅

カーミシュリー（カミシリ、Al Qamishli、アラビア語： القامشلي、クルド語：Qamişlo、カミシュロ、シリア語：ܩܡܫܠܝ,ܩܡܫܠܐ 、' Beth-Zalin'、ベート・ザリン、トルコ語：Kamışlı）は、シリア北東部のトルコ国境にある都市である。ハサカ県の中心都市のひとつで、イラク国境へも南へ車で1時間ほどと近い。トルコから流れるジャグジャグ川（Jaghjagh）に面する。ジャグジャグ川の水はユーフラテス川の支流ハブール川に注いでいる。

## 民族と歴史
カーミシュリーの人口はおよそ200,000人と推計され、キリスト教徒が多数派を占める街としてはシリア最大である。また街に住む主な民族はクルド人で、ほかにアッシリア人、アラブ人、西シリア人（アッシリア人の一派でシリア正教会の信徒）、アルメニア人などが市内で隣同士に暮らしている。
トルコ国境側の街ヌサイビン（Nusaybin、古代のニシビス Nisibis）とはもともと一つの町だったが、第一次世界大戦でオスマン帝国が解体しトルコ共和国とフランス委任統治領シリアが分かれた際に分断された。1926年にシリア・トルコ国境を走ってアレッポとモースルを結ぶバグダード鉄道（タウルス鉄道、Taurus railway）の駅ができたことで、シリア側のカーミシュリーの町が成立した。
カーミシュリーの町ができた当初の住民の多くは、トルコで起こった弾圧や虐殺により第一次世界大戦後にシリア領内に逃げてきたアッシリア人・クルド人・アルメニア人で、アッシリア人人口は現在30,000人を数える。毎年12月には大きなクリスマスパレードも行われる。

## 交通と経済
現在はアレッポからカーミシュリーへは、トルコ国境沿いのバグダード鉄道とユーフラテス川沿いの新しい鉄道の二本が走る。1970年代にソ連の技術・資金援助でできた新しい鉄道は長さ750kmで、地中海の港ラタキアからアレッポを通りユーフラテス川沿いをデリゾールまで進んでハサカを経てカーミシュリーの油田地帯に至りバグダード鉄道に接続する。また道路のほかカーミシュリー空港があり国際線も発着する。
周囲は穀倉地帯であり主産業は農業。また、カーミシュリーの東80kmのカラー・シュク（Qarah Shuk）地区で油田が発見されたことにより、近年は局地的な石油景気が起こっている。

## クルド人問題
カーミシュリー一帯はアッシリア人のほかクルド人が多く、クルディスタンの一角をなす。
イラク戦争後、クルド人をめぐる国際情勢が変化して民族意識の高揚が見られる。2004年3月にカーミシュリーとデリゾールのサッカークラブが対戦した際に、カーミシュリーのクルド人サポーターとデリゾールのアラブ人サポーターが衝突した。この衝突に対して警察が無差別に発砲しクルド人側に死傷者を出したことに反発し、シリア全土のクルド系住民が抗議活動を展開。最終的に43人が殺害され多くの逮捕者を出す事態となった（カーミシュリー事件）。
2012年7月、ロジャヴァ革命によりアサド政権はカーミシュリーの統治能力を失い、以降はロジャヴァ自治政府の事実上の首都として機能している。